# Nigel Farage
Nigel Paul Farage és un polític britànic. Lidera el Reform UK i anteriorment el Partit de la Independència del Regne Unit (UKIP), partits que advocaven per la sortida del Regne Unit de la Unió Europea. Com a líder del partit, a vegades ha estat acusat de ser excessivament populista.
Membre fundador del UKIP el 1993, el 1999 fou escollit diputat a les eleccions al parlament europeu, i el 2006 fou escollit lider del partit, posició de la que va dimitir en novembre de 2009 per concentrar-se en les eleccions generals. Fou rellevat per Lord Pearson of Rannoch, qui va dimitir en agost de 2010 per donar pas de nou a Farage a la direcció. En 2014 va aconseguir el millor resultat en unes eleccions europees i el 2016 va ajudar a la victòria al referèndum de sortida de la UE. El 2016 va deixar la direcció, sent escollida Diane James, qui va dimitir als 18 dies, rellevada per Paul Nuttall. El desembre de 2018 va deixar el partit, i el gener de 2019 va anunciar que representaria al Partit del Brexit al parlament europeu, i el mes de març va ser escollit lider del partit després que Catherine Blaiklock dimitís. El partit no va aconseguir cap escó a les eleccions generals de 2019 i després de la sortida del Regne Unit de la Unió Europea el 31 de gener de 2020, el partit va canviar el nom a Reform UK, i en 2024 Farage va anunciar que tenia la intenció de presentar-se com a diputat a les eleccions i liderar el partit durant els propers cinc anys.